# یواس‌ان‌اس فینکس (تی-ای‌جی-۱۷۲)
یواس‌ان‌اس فینکس (تی-ای‌جی-۱۷۲) (به انگلیسی: USNS Phoenix (T-AG-172)) یک کشتی بود که طول آن 436' 6" بود. این کشتی در سال ۱۹۴۵ ساخته شد.